# فيديريكو باربوسا غوتيريز
فيديريكو باربوسا غوتيريز (بالإسبانية: Federico Barbosa Gutiérrez)‏ هو سياسي مكسيكي، ولد في 27 أبريل 1952 في المكسيك، وتوفي في 26 أغسطس 2018. حزبياً، نشط في الحزب الثوري المؤسساتي. وقد انتخب عضو مجلس النواب المكسيك.